# 卡梅泽尔府邸

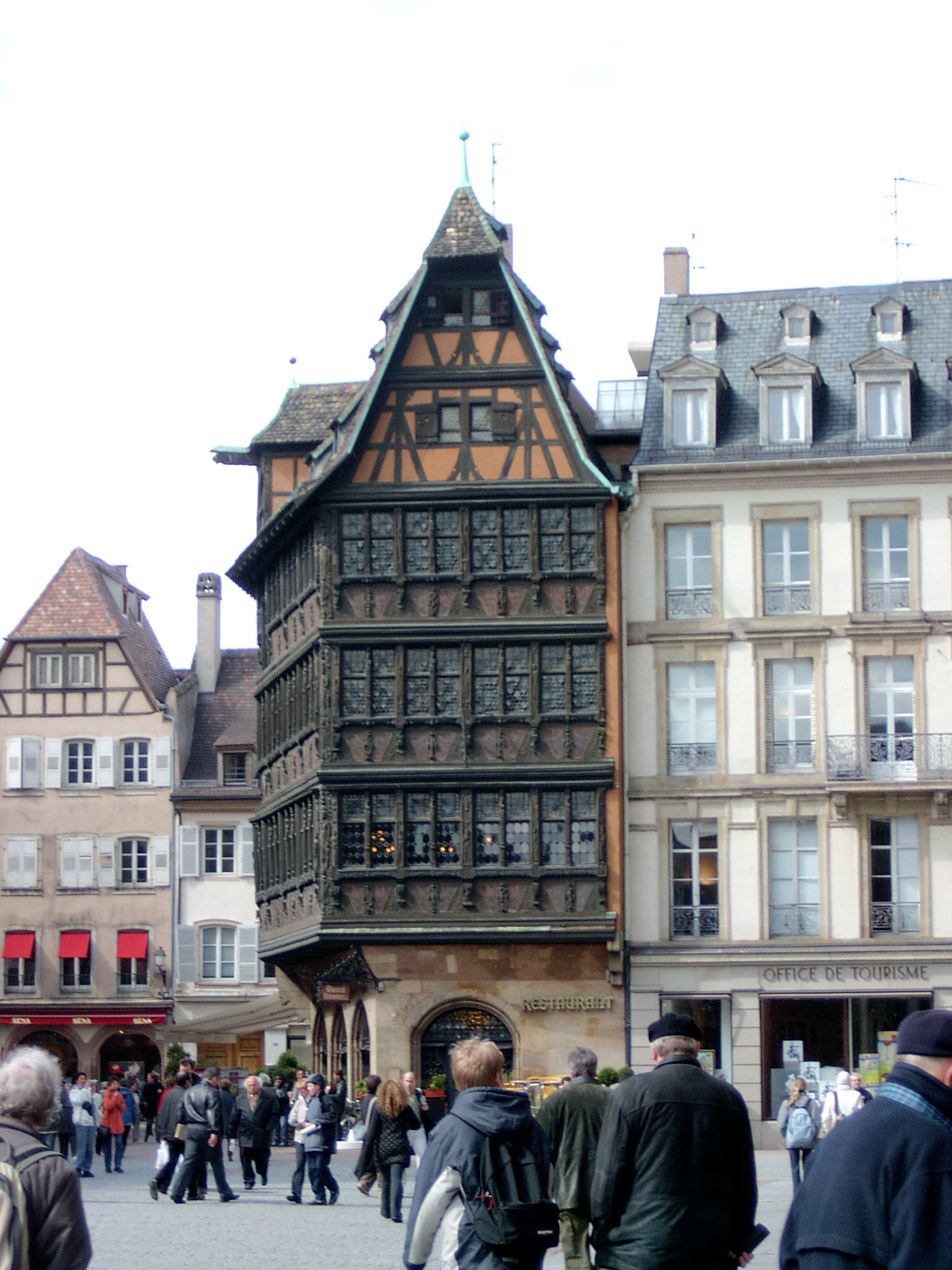
卡梅泽尔府邸

卡梅泽尔府邸（阿尔萨斯语：Kammerzellhüs，法语：Maison Kammerzell，德语：Kammerzellhaus）是斯特拉斯堡的一座保存完好的中世纪神圣罗马帝国建筑。这座建筑始建于1427年，在1467年和1589年两次改建，属于德国文艺复兴，下部石砌，上面各层为木架构雕窗。
卡梅泽尔府邸位于主教座堂广场16号，斯特拉斯堡主教座堂的西北方。
卡梅泽尔府邸内部所有楼层装饰阿尔萨斯画家莱奥梅施努格（1878至1933年]）的壁画。
这座建筑的业主经过多次更换。从19世纪起，开设一个餐厅，使它成为斯特拉斯堡仍然在经营的最古老的建筑。